# Chop Suey!
Chop Suey! ist ein Lied der US-amerikanischen Alternative-Metal-Band System of a Down. Es war die erste Singleauskopplung aus ihrem zweiten Album Toxicity und erschien im August 2001. Mit ihr wurde die Band zum ersten Mal für einen Grammy (Best Metal Performance) nominiert. Der Arbeitstitel des Songs war „Suicide“ – den Bandmitgliedern zufolge geschah die Titeländerung allerdings nicht auf Grund des Drucks seitens der Plattenfirma. Die Worte »We’re rolling ‘Suicide’« können in den Anfangssekunden immer noch leise wahrgenommen werden – obwohl dieses Intro nicht bei jeder Auflage des Albums zu hören ist. Der Name „Chop Suey“ bezeichnet ursprünglich ein chinesisch-amerikanisches Gericht.

## Video
Das Video, bei dem Marcos Siega Regie führte, besteht aus Aufnahmen von zwei Live-Konzerten, bei dem alle Bandmitglieder mit Ausnahme von Tankian mit freiem Oberkörper auftraten. Eine Szene zeigt kurz, wie Tankian mit einigen Fans Chop Suey isst – der einzige Bezug auf das titelgebende Gericht im Video sowie auch im Lied. Beim Videodreh wurde außerdem Gebrauch von der Snorricam-Technik gemacht, bei der die Kamera mit einem Geschirr auf dem Akteur befestigt wird. Durch diese Technik erscheint es, als ob sich der Hintergrund bewegt, während die Person stillzustehen scheint. Des Weiteren gibt es im Video eine kurze Anspielung auf Charles Manson, wo Serj Tankian in einer kurzen Videoeinstellung den US-amerikanischen Verbrecher mimt. Im gleichen Jahr wird bereits mit ATWA, ein Song, der nach Charles Mansons Umweltorganisation benannt wurde, ein Bezug zum lebenslang in Haft sitzenden Manson hergestellt.
Bis November 2020 wurde das Video bei YouTube über eine Milliarde mal abgespielt.

## Trivia
Die Textpassagen „Why have you forsaken me?“ (‚Warum hast Du mich verlassen?‘) und „Father, into your hands I commend my spirit“ (‚Vater, in Deine Hände lege ich meinen Geist.‘) beziehen sich auf den Tod Jesu am Kreuz – es sind zwei der sieben letzten Worte, die er dem Neuen Testament zufolge sprach, bevor er starb. In einem Interview vom 20. Oktober 2022 mit Joe Rogan meint Produzent Rick Rubin, dass diese Worte durch eine kreative Blockade in das Lied kamen. Sänger Serj Tankian fand keine Worte für die Bridge, also schlug Rubin vor, eine willkürliche Seite eines zufälligen Buches aufzuschlagen und die ersten Worte in den Songtext zu übernehmen, die er liest. Rubin betont, das diese Worte, wenn man drauf achte, keinen Bezug zum restlichen Text haben. Die Stelle sei der musikalische Höhepunkt des gesamten Liedes. Der Inhalt des Liedes selbst ist jedoch nicht religiös. Die Textzeile „self-righteous suicide“, genauer „teous sui“ kann auditiv als „chop suey“ missinterpretiert werden.
„Chop Suey!“ befand sich auf einer nach den Terroranschlägen vom 11. September 2001 vom Radioverbund Clear Channel Communications herausgegebenen Liste von 166 Liedern mit der Empfehlung, diese vorerst nicht mehr zu senden.

## Titelliste (Single)
1. Chop Suey! (Text: Serj Tankian & Daron Malakian / Musik: Tankian) – 3:31
2. Johnny (Text & Musik: Tankian) – 2:07
3. Sugar (Live) (Text: Tankian / Musik: Shavo Odadjian & Malakian) – 2:28
4. War? (Live) (Text: Tankian / Musik: Malakian) – 2:48

## Kommerzieller Erfolg

### Chartplatzierungen
| ChartsChartplatzierungen       | Höchstplatzierung | Wochen |
| ------------------------------ | ----------------- | ------ |
| Vereinigte Staaten (Billboard) | 76 (20 Wo.)       | 20     |
| Vereinigtes Königreich (OCC)   | 17 (6 Wo.)        | 6      |

### Auszeichnungen für Musikverkäufe
| Land/Region                  | Auszeichnungen für Musikverkäufe (Land/Region, Auszeichnung, Verkäufe) | Verkäufe  |
| ---------------------------- | ---------------------------------------------------------------------- | --------- |
| Australien (ARIA)            | Gold                                                                   | 35.000    |
| Dänemark (IFPI)              | Platin                                                                 | 90.000    |
| Deutschland (BVMI)           | Platin                                                                 | 600.000   |
| Italien (FIMI)               | Platin                                                                 | 50.000    |
| Neuseeland (RMNZ)            | 4× Platin                                                              | 120.000   |
| Portugal (AFP)               | 4× Platin                                                              | 40.000    |
| Spanien (Promusicae)         | Platin                                                                 | 60.000    |
| Vereinigte Staaten (RIAA)    | 5× Platin · + Gold (Mastertone)                                        | 5.500.000 |
| Vereinigtes Königreich (BPI) | 2× Platin                                                              | 1.200.000 |
| Insgesamt                    | 2× Gold · 19× Platin ·                                                 | 7.695.000 |

## Coverversionen
- 2018 wurden (unter anderen) Teile dieses Liedes vom Browser Ballett für Backup-Reminder umgedichtet verwendet.[15]